# 巴山猛
巴山 猛（はやま たけし、1954年1月9日 - ）は、兵庫県尼崎市出身の空手家で、脩己會誠心館館長、八段教士兼兵庫県本部長を務める。

## 来歴
学生時代は、器械体操の選手として活動する。
20歳から糸東流空手を学び、1年で初段を習得。その後、有志にて空手道六志館を設立。
22歳から極真会館のオープントーナメント全日本空手道選手権大会に3年連続出場する。
その頃、倉本成春(現・倉本塾塾長)に出会う。激しい稽古の中、一番弟子として認められ、生涯武道としての空手道を徹底的に学び修練に励む。
1979年、25歳で尼崎市に空手道場「誠心館」を開設。
1987年より西日本空手道選手権大会(一般の部)を主催。
1999年、空手道脩己會に加盟(現・脩己會教士、兵庫県本部長)。
2017年4月、尼崎市七松町に「空手道 脩己會 誠心館」として、道場を移設。
2024年5月、脩己会八段教士授与

## 部位鍛練
砂袋(ドンゴロスともいう)に砂と砂利を混ぜた物を裏拳、手刀、正拳で1000回以上叩き、ほぼ毎日、鍛練している。その拳は丸い球体のようである。

## 演武
瓦、土管等を砕き、片手で持たせた垂木を切るなど数々の演武を演武会などで披露する。
その演武の特徴は、よく他の演武で見られるような、何度も対象物にモーションをかけるのではなく、幾つもの対象物を一気に破壊していくものである。

## DVD
脩己會 誠心館 巴山猛の空手術 福昌堂より発売されたDVD。廃盤。